# Bunschoten
Bunschoten est une commune et une petite ville néerlandaises, en province d'Utrecht.

## Histoire
Avant 1200, il n'y avait pratiquement aucune habitation dans la zone à l'embouchure de l'Eem en raison du caractère humide des terres. Cependant, quelques objets en pierre et un tumulus datant de l'âge de pierre ont été trouvés sur les crêtes sableuses. A la fin du XIIe siècle, les premiers habitants s'installent sur une crête de sable au milieu des zones marécageuses. Ils ont construit leurs maisons de chaque côté de l'éperon et à partir de là, ils ont récupéré la tourbe des marais environnants, établissant des fossés de drainage, créant de longues bandes de terre étroites. Les fermes les plus élevées étaient reliées à ces bandes de prairies basses, qui étaient régulièrement inondées lors des tempêtes et des crues. Un siècle après la première occupation, la colonie était assez grande pour avoir sa propre église avec un pasteur. En plus de l'agriculture et de la pêche, les quatre à cinq cents habitants vivaient principalement de l'élevage de bétail. Dans une lettre de la ville de 1355, l'évêque d'Utrecht, Florent de Wevelinghoven, a maintenu les droits urbains de la cité déjà accordés en tant que propriétaire. Les droits de la ville régissaient l'autonomie gouvernementale, la juridiction en propre, la gestion des digues du port et du pont. La lettre ne mentionnait pas une enceinte avec un fossé. Néanmoins, à un certain moment, Bunschoten a reçu un « borchwalle », un mur de terre bas avec peut-être un certain nombre de palissades le long d'un large canal, le « stat greffe ». Ces remparts étaient reliés à la Dorpsstraat (rue du village) en sept endroits. Le plan d'extension était accessible depuis la « rue principale » via ces liaisons transversales. Deux portes avec un pont-levis donnaient accès à la ville. L'emplacement des portes nord et sud a été indiqué par un marquage au sol sur le trottoir de la Dorpsstraat. Les remparts offraient une certaine protection contre l'eau, mais aussi contre d'éventuels ennemis comme le duc de Gueldre ou le comte de Hollande.

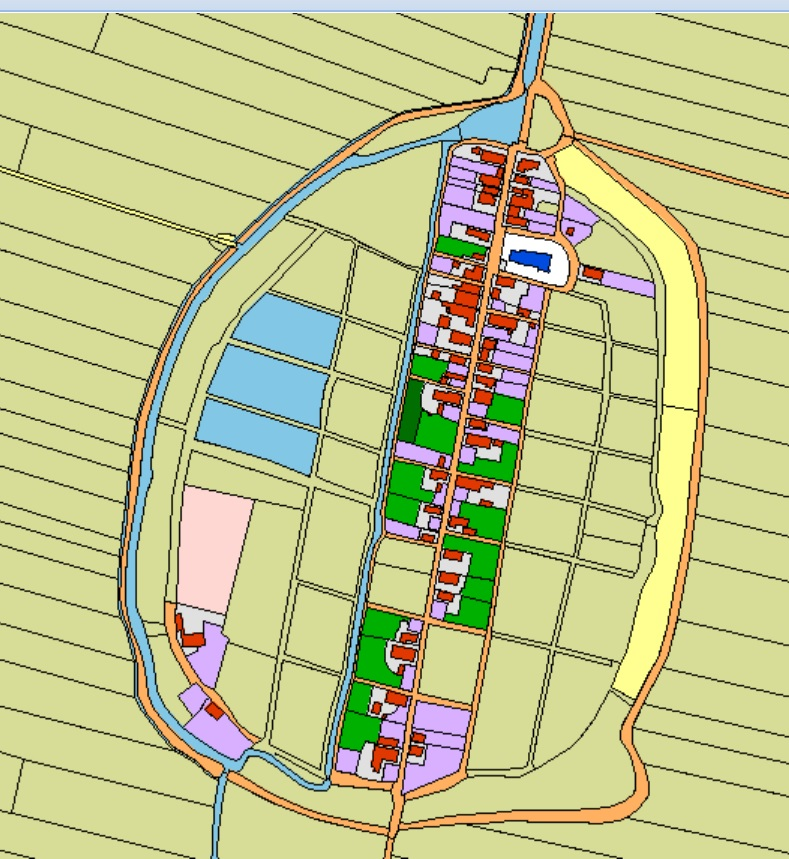
Bunschoten avec les constructions et l'enceinte sur une carte du cadastre de 1832 (Hisgis).

En tant que seigneur du pays, l'évêque avait un intérêt à la défense du lieu car Bunschoten, avec les deux Emnesses, lui donnait accès à la Zuiderzee. Les habitants avaient promis vers 1300 qu'ils aideraient ceux d'Amersfoort contre les attaques ennemies des seigneurs de la région et de ceux de Gueldre. Lorsqu'ils se sont rangés du côté du seigneur de Hollande en 1427, par vengeance, Bunschoten a été réduite en cendres et détruite par les troupes de l'évêque. La prospérité du village s'est ainsi arrêtée net. Les remparts n'ont pas été réparés car l'évêque a commencé à percevoir les péages de la part de la Huis ter Eem (nl) et la ville d'Amersfoort connaissait un boom économique. Les habitants de Bunschoten ne pouvaient pas se permettre l'entretien des digues Veendijk et Veldendijk, qui avaient été construites en 1409, et par conséquent Amersfoort et l'évêque ont reçu le contrôle de celles-ci. En conséquence, les agriculteurs de Bunschoten sont devenus dépendants des deux grandes villes pour se protéger contre les inondations de la Zuiderzee. Au cours de l' année désastreuse de 1672, presque tout le village a été évacué en raison du danger imminent de l'avancée des Français. Lorsque les États d'Utrecht aux XVIIe et XVIIIe siècles ont déterminé à plusieurs reprises que les activités autres que les activités agricoles étaient interdites, la modeste industrie de tissage de bombasin a également disparu du village et la population a diminué. La population a augmenté au XIXe siècle. Le hameau de Spakenburg dans le nord s'est développé en particulier, en partie grâce à la construction d'un nouveau port de pêche. La croissance démographique de Spakenburg était plus forte que celle de Bunschoten, de sorte que le village de pêcheurs n'était plus une sorte d'annexe de Bunschoten mais a gagné son indépendance.

### Pâturages urbains
Les prairies urbaines entre le Stadsspui, le Stadsgracht (fossé de la ville) et le Burgwal (mur d'enceinte) forment un monument archéologique national. La partie ouest est même un monument national. Les vestiges des portes de la ville, les liaisons transversales avec la Dorpsstraat et celles vers les prairies de la ville au sud du Burgwal et du côté est de la Dorpsstraat font également partie du tracé urbain d'origine. La zone est protégée en tant qu'exemple de plan d'expansion médiéval sous la forme de pâturages urbains non aménagés à l'intérieur de fortifications. Après la destruction de Bunschoten par l'évêque, les agrandissements prévus après le Moyen Âge n'ont abouti à rien. Une partie des pâturages urbains a été construit après la Seconde Guerre mondiale. Lors du remembrement des terres de 1950, les murs de terre se sont avérés très peu pratiques. Les parcelles de terrain n'étaient souvent plus reliées aux fermes le long de la Dorpsstraat. Au cours du lotissement, plusieurs murs du bourg ont été démolis, d'anciens fossés ont été comblés et de nouveaux fossés ont été creusés. Les douves entre les cours et les prairies n'avaient également plus aucune fonction et ont été enfouies ou comblées. Lorsque l'importance historique est devenue claire, la partie restante a été déclarée monument archéologique en 1976.